# Komturia

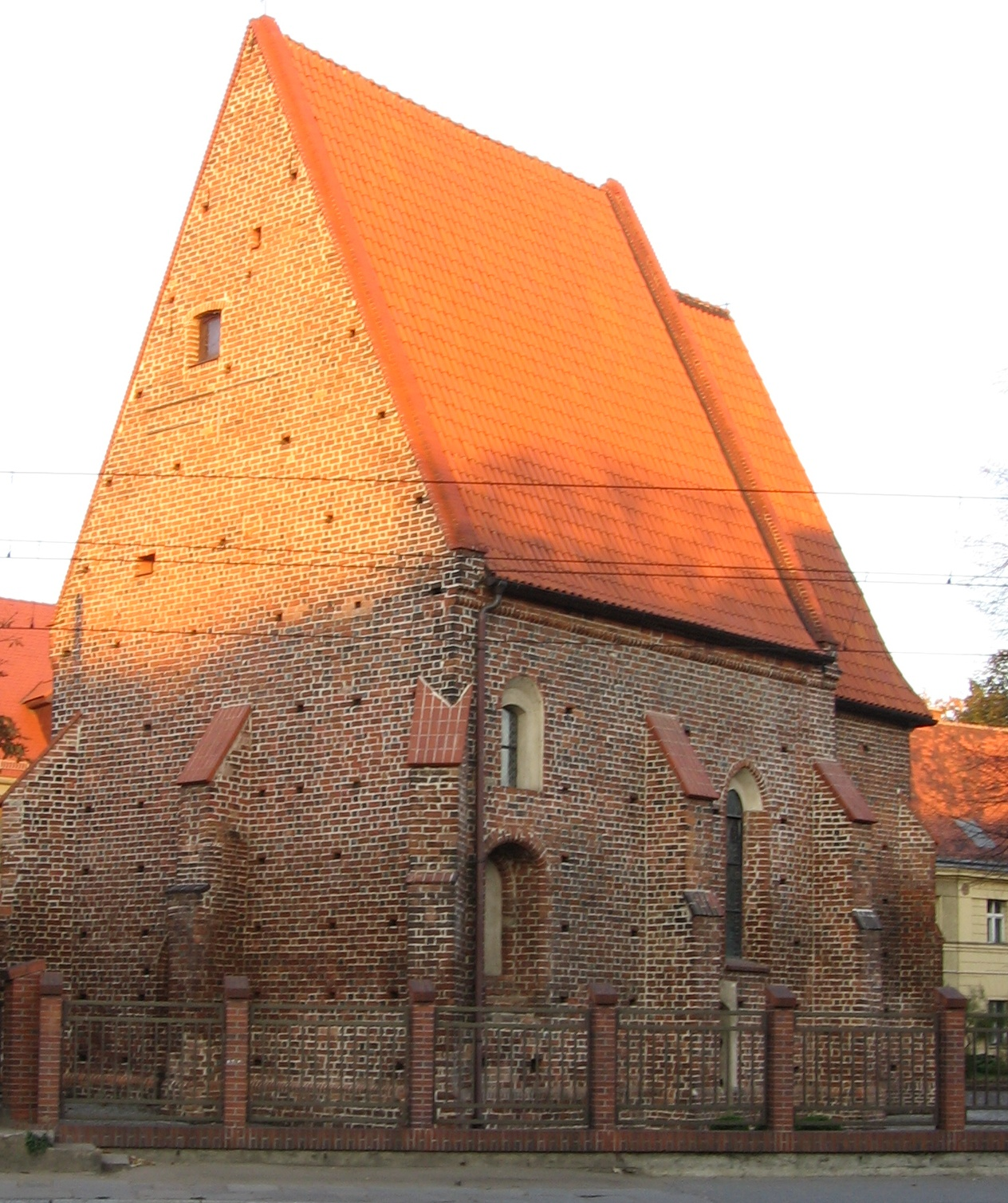
Kościół komandorii św. Łazarza za murami Wrocławia – XIV-XV w.

Komturia (również: komenda, komandoria) – podstawowa jednostka administracyjno-terytorialno-wojskowa zakonów rycerskich, zarządzana przez komtura (komandora), obejmująca najczęściej zamek wraz z przylegającymi do niego dobrami ziemskimi.